# Nagy-Tarpataki-völgy

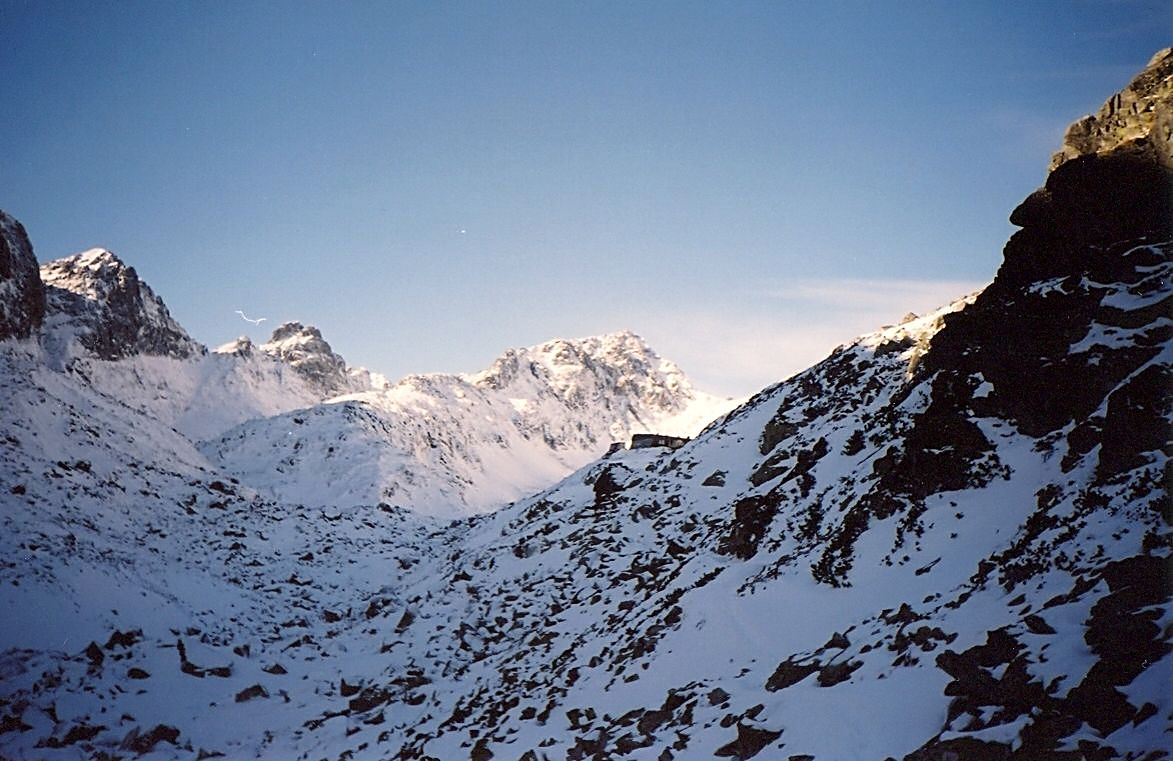
A völgy télen

A Nagy-Tarpataki-völgy (szlovákul Veľká Studená dolina, lengyelül Dolina Staroleśna, németül Großes Kohlbachtal) a Magas-Tátrában található, Szlovákiában. Völgyzárlatát a Nagyszalóki-csúcs szárnyvonulata, a főgerinc Kis-Viszóka-csúcs–Vörös-torony szakasza és a Közép-gerinc alkotja. A Nagy-Tarpataki-völgy valójában Tar-pataki-völgy ága, a völgy szája kb. 1300 m magasan a Rainer-rét közelében van. Innen Ny., majd enyhén É kb. 2 km, területe 9,8 km². 

## Elnevezése
Nevével kapcsolatban lásd a Tar-pataki-völgynél írottakat. A magyar elnevezés először a német elnevezést követte (Kolbachi-völgy), sőt Vahot Imre a Magyarföld és népei c. művében a „Kopár-pataki-völgynek” is nevezi. 1879-től azonban a „Nagy-Tarpataki-völgy” elnevezés használatos. A lengyel név azt fejezi ki, hogy a völgy valaha Nagyszalók község határába tartozott. 

## Helyrajz

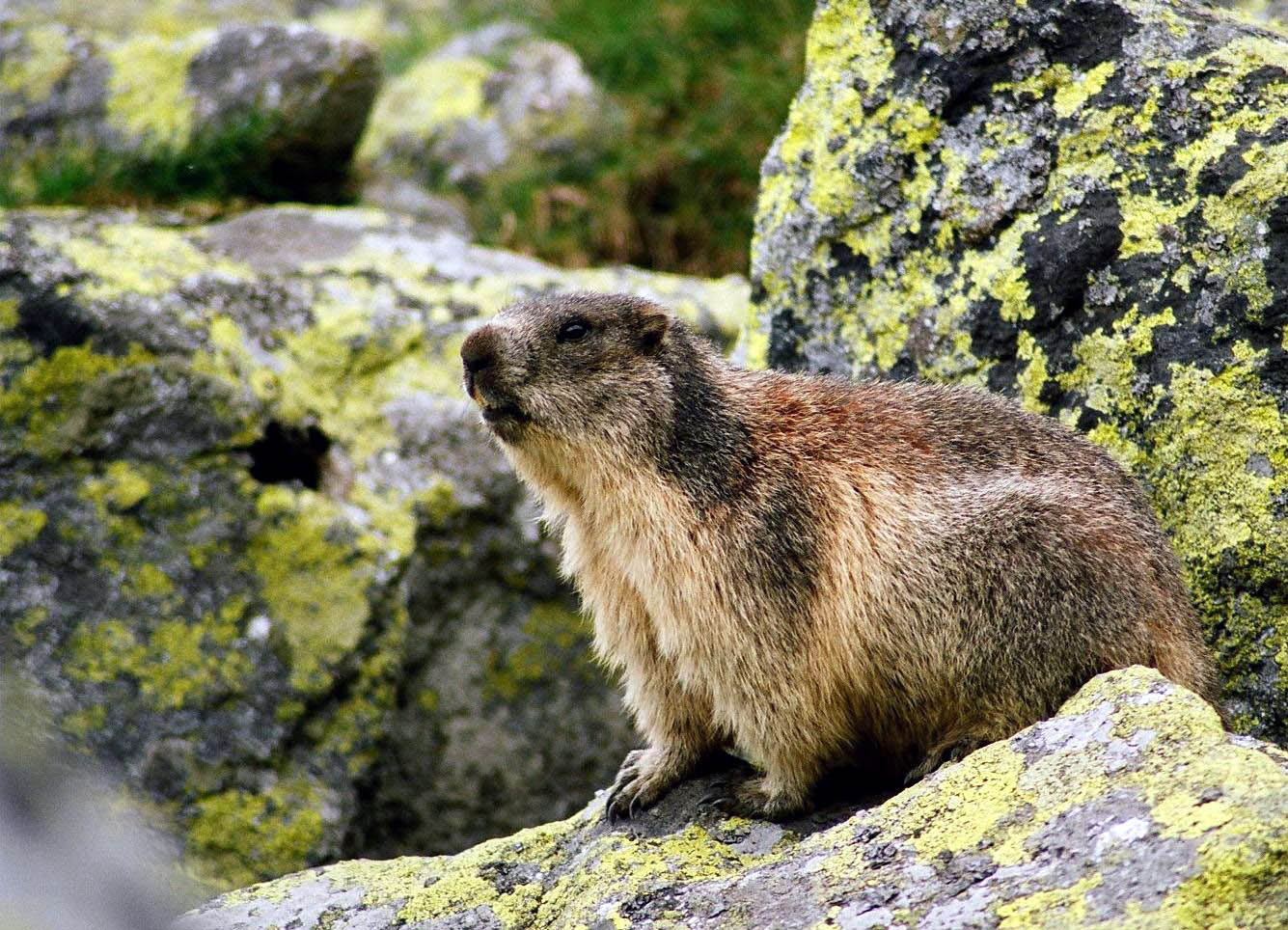
Havasi mormota

Egyike a legnagyobb tátrai völgyeknek, kb. 7 km hosszú. K felől nyitott, ÉK felől a Kis-Tarpataki-völgytől a Közép-orom gerince, É-ról, a Jávor-völgytől és ÉNy-ról, a Poduplaszki-völgytől a főgerinc, D-ről, a Felkai-völgytől és a Blásy-völgytől a Bibircs tömbje, a Szekrényes és a Nagyszalóki-csúcs gerince választja el. 
A völgy körül emelkedő főbb csúcsok: Közép-orom, Vörös-torony, Hegyes-torony, Varangyos-tavi-csúcs, Jávor-csúcs, Kis-Viszóka-csúcs, Bibircs, Nagyszalóki-csúcs. A völgyben összesen 22 kisebb tó van.

## Szálláslehetőségek

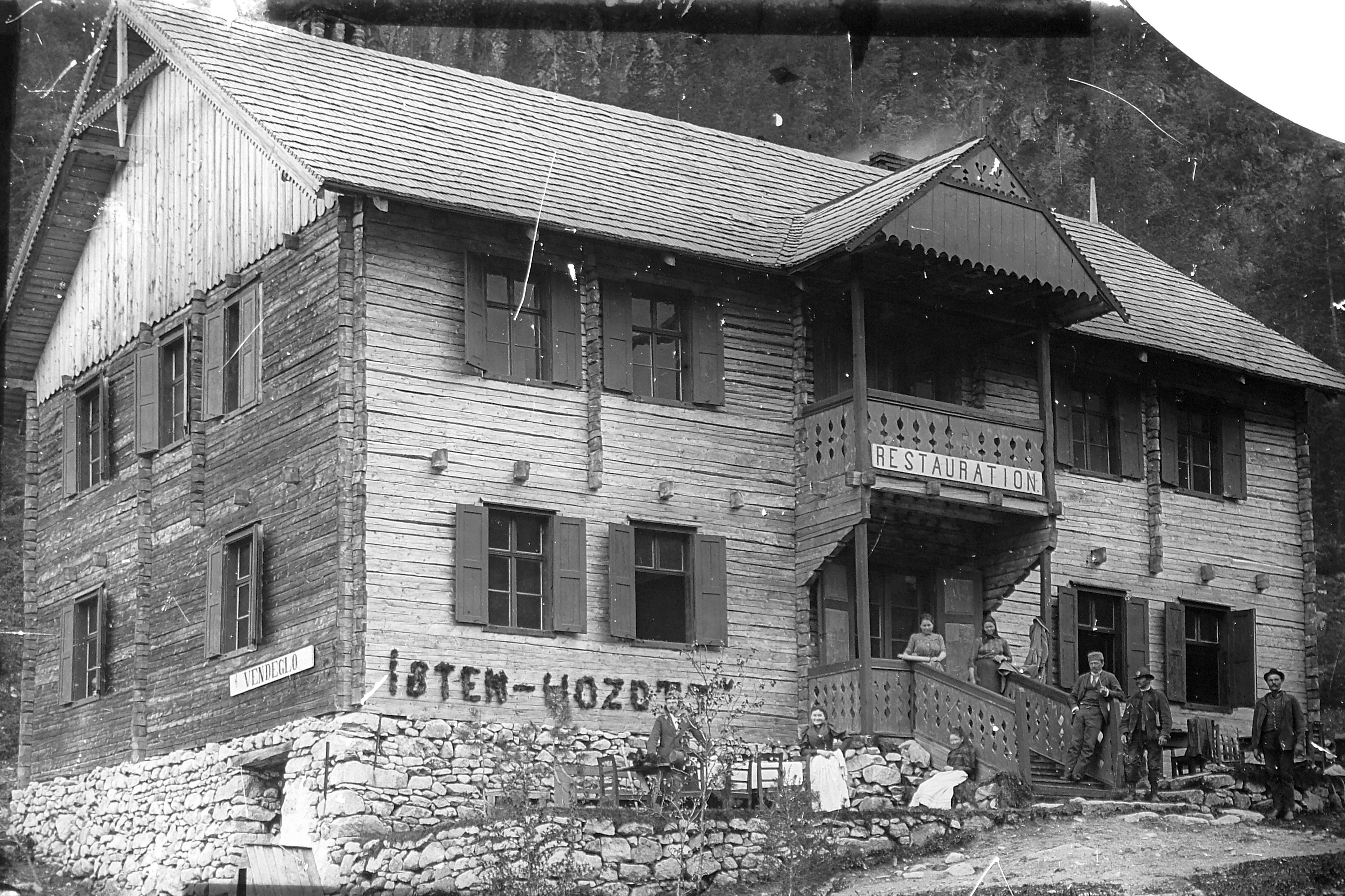
Nagy-Tarpataki-völgy, Zerge szálló (1900)

A völgy fölső részén áll a Hosszú-tavi menedékház. A völgy alján, még az erdőhatár alatt állt korábban a Zerge-szálló, mely leégett.

## Megközelítés
Ótátrafüredről siklóval a Tarajkára (7 perc). Onnan a piros jelzésen (egykori Jármay út) a Zerge-szálló maradványáig ill. a Rainer-kunyhóig (1/4 óra). Onnan balra a kék jelzésen fel a Hosszú-tavi menedékházhoz.

## Átmenet a szomszédos völgyekbe

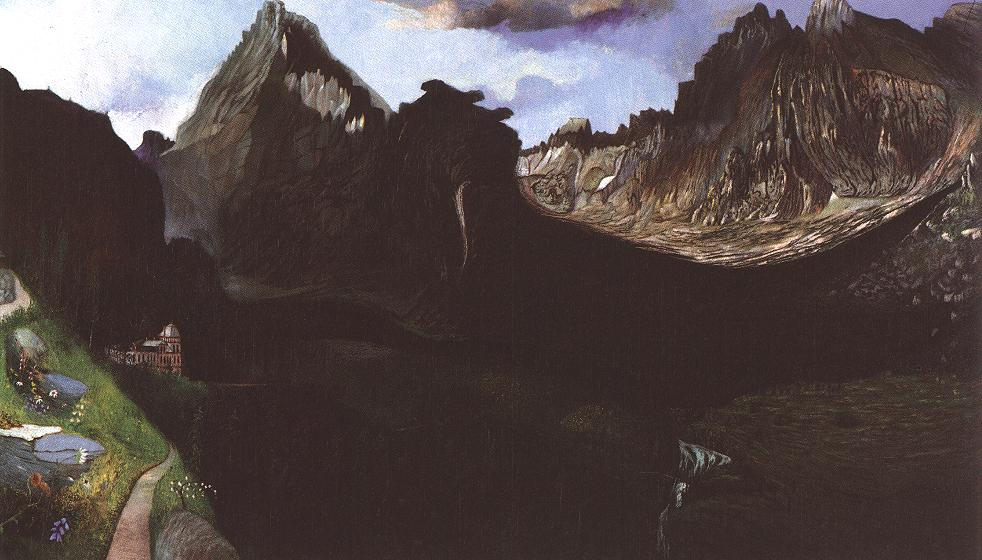
Csontváry Kosztka Tivadar A Nagy Tarpatak völgye a Tátrában című festménye a Magyar Nemzeti Galéria gyűjteményében látható

- A Kis-Tarpataki-völgybe: A Hosszú-tavi háztól a sárga jelzésen 1 3/4 óra alatt a Metélőhagymás-tavak mellett a Vadász-lejtőn a Vörös-torony-hágóba, s a túloldalon le a Téry-házhoz (1 óra). (Csak az ellenkező oldalról járható!)
- A Jávor-völgybe: A Hosszú-tavi háztól a sárga úton a Metélőhagymás-tavak katlanába (1/2 óra), onnan balra, jelzetlen úton fel a Vörös-padra (1/2 óra), a túloldalon, a rámpán le a Jávor-völgybe, s a zöld úton 3 3/4 óra alatt Javorináig.
- A Poduplaszki-völgybe: A Hosszú-tavi menedékháztól a kék jelzésen a Rovátkára (1 1/4 óra), és le a Litvorovy-völgybe, majd a Kacsa-völgybe, a Poduplaszki-völgybe, a Bialka-völgybe; és Lysza Polanán át Javorináig 6 óra az út.
- A Felkai-völgybe: A Rovátkán át a kék jelzésen a Lengyel-nyereg alatti Fagyott-tóig (1 1/2 óra). Tovább balra, a zöld jelzésen, a Lengyel-nyergen keresztül, a Sziléziai házig 1 3/4 óra.

## Kapcsolódó szócikk
- Csontváry Kosztka Tivadar festményeinek listája